# Acanthephippium lilacinum
Acanthephippium lilacinum J.J.Wood & C.L.Chan 1994 , es una orquídea de hábito terrestre originaria de Asia.   Su nombre significa el "Acanthephippium de color lila".

## Descripción
Es una planta de gran tamaño, que prefiere climas cálidos, son terrenales  con pseudobulbos carnosos, cilíndricos de color verde que tienen de 2 a 3 hojas apicales, elípticas, agudas y pecioladas en la base. Florece en otoño, desde fines de invierno hasta principios de la primavera en una erecta inflorescencia basal de 32 cm de largo  con 10 flores de color blanco verdoso, carmesí o rosa-lila de 3,1 cm de largo.

## Distribución y Hábitat
La planta se encuentra  en Sabah,  Borneo entre la hojarasca en la profundidad de los bosques montanos, se desarrolla en alturas de 300 a 1300 m s. n. m.

## Taxonomía
Acanthephippium lilacinum fue descrita por J.J.Wood & C.L.Chan  y publicado en Orchids of Borneo 1: 53. 1994.
Etimología
Acanthephippium: nombre genérico que procede de las palabras griegas: " acanthos " = " espinoso " y " ephippion " = " sillín "" asiento ", en referencia a la estructura del labelo que se asemeja a una silla de montar.
lilacinum: epíteto latino que significa "de color lila".